# Per Okkels
Per Vestergaard Okkels (født 22. marts 1954) er en dansk tidligere embedsmand, der var fra 1. november 2011 til 10. januar 2021 var departementschef i Sundheds- og Ældreministeriet (da han startede, hed det Ministeriet for Sundhed og Forebyggelse). Inden da var han administrerende direktør for Danske Regioner. Før han i 2008 tiltrådte posten i Danske Regioner, var han regionsdirektør for Region Nordjylland og før dette amtsdirektør i Nordjyllands Amt. Okkels er uddannet cand.scient.pol. fra Aarhus Universitet (1980) og havde over en længere årrække arbejdet i de nu nedlagte danske amter.[kilde mangler]
I romanen De røde og de døde fra 2009 skildres Per Okkels som en magtfuld leder, der leder ved hjælp af frygt og trusler mod sine medarbejdere. Senest har der været rejst kritik af ham i Weekendavisen, i forbindelse med suspenderingen af Statens Serum Instituts velansete direktør Mads Melbye. I artiklen fra den 17. april 2020 beskrives det, hvordan Per Okkels har ønsket at få direktøren fjernet, fordi han flere gange har vundet magtkampe over Okkels.
I 2011 kårede Dagens Medicin ham som den 14. mest magtfulde person i sundhedssektoren.

## Karriere
- 1980-1985: Fuldmægtig/konsulent i Amtsrådsforeningens Sygehuskontor[kilde mangler]
- 1985-1987: Kontorchef i Ringkøbing Amt[kilde mangler]
- 1987-1993: Direktør i Ringkøbing Amt[kilde mangler]
- 1993-1998: Sundhedsdirektør i Nordjyllands Amt[kilde mangler]
- 1998-2007: Amtsdirektør i Nordjyllands Amt[kilde mangler]
- 2006-2008: Regionsdirektør i Region Nordjylland[kilde mangler]
- 2008-2011: Administrerende direktør i Danske Regioner[kilde mangler]
- 2011-2021: Departementschef i Sundhedsministeriet[3]

## Ordner
- Ridder af 1. grad af Dannebrog

## Privat
Per Okkels er gift med sygehusdirektør Anne Jastrup Okkels, der er direktør for Bispebjerg- og Frederiksberg Hospital.